# Leduc 0.21
El Leduc 0.21 va ser una aeronau de recerca construïda per René Leduc a França el 1953 per tal de refinar la propulsió dels estatoreactors. Inicialment proposat com 0.20, era essencialment igual al seu predecessor, el Leduc 0.10, però millorat, amb tancs de combustible afegits a les ales. El Leduc no era capaç d'enlairar-se per els seus propis medis, ja que, tan sols funcionava a partir dels 350 km/h i, per tant, havia de ser llençat des de l'aire per un avió quadrimotor llançadora.
Dos unitats van ser construïdes i van completar un programa molt detallat de proves de vol entre 1953 i 1956 per desenvolupar controls d'acceleració automatitzats i viables per els estatoreactors. En total es van realitzar un total de 284 vols lliures. Dissenyat només per velocitats subsòniques, el 0.21 va assolir una velocitat màxima de Mach 0.95.

## Especificacions
Característiques generals
- Tripulació: 1 pilot
- Longitud: 12,5 m.
- Envergadura: 11,6 m.
- Alçada:
- Superfície de l'ala 22 m2
- Pes buit: 3.300 kg.
- Pes carregat: 6.000 kg.
- Motor: 1× estatoreactor Leduc  , 63,7 kN

 Rendiment 
- Velocitat màxima: 900 km/h